# Frantisekia
Frantisekia är ett släkte av svampar som beskrevs av Spirin och Ivan V. Zmitrovich. Frantisekia ingår i familjen Steccherinaceae, ordningen Polyporales, klassen Agaricomycetes, divisionen basidiesvampar och riket svampar.

## Bildgalleri

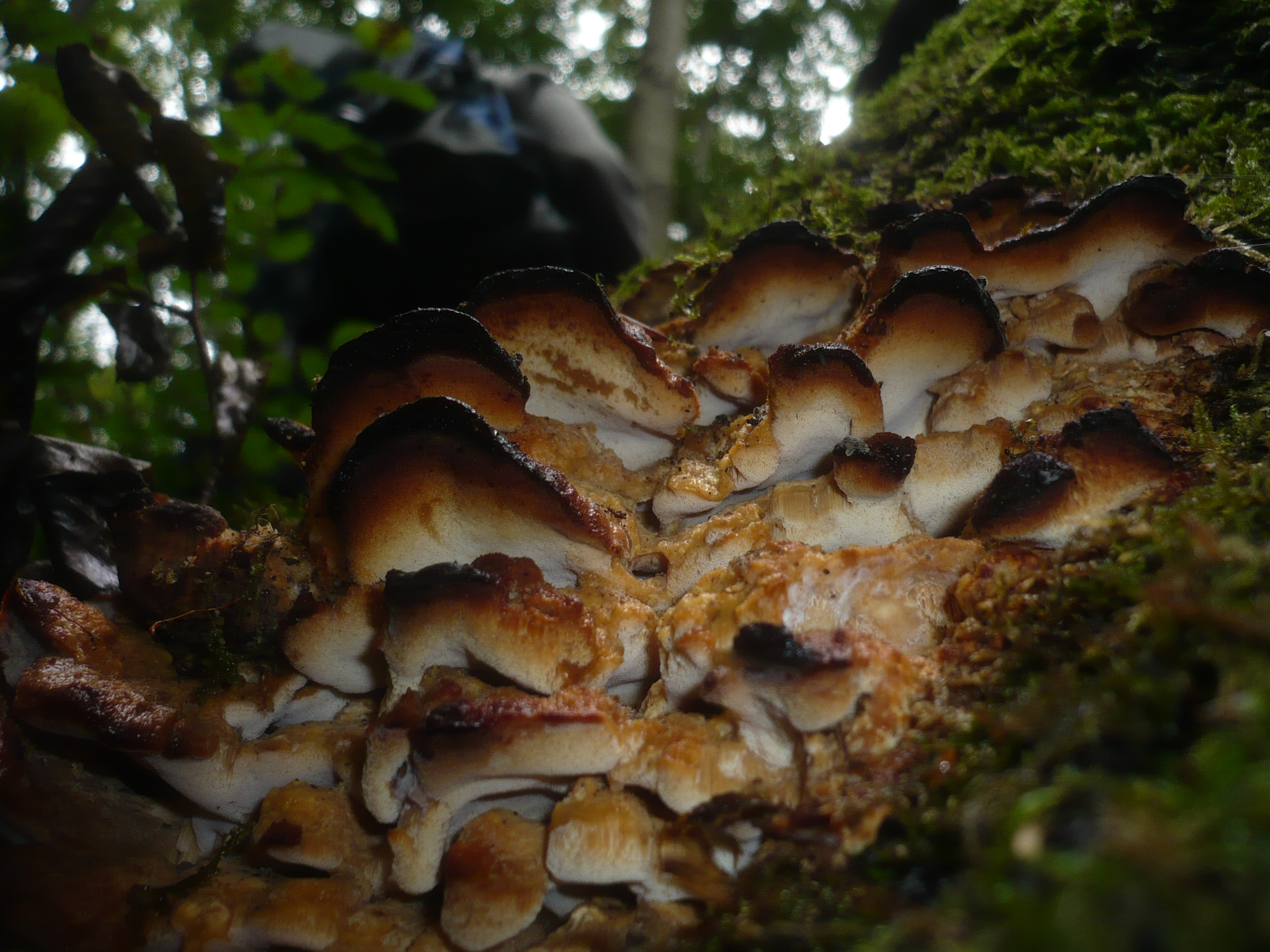